# Matinjärvi (Övertorneå socken, Norrbotten)
Matinjärvi är en sjö i Övertorneå kommun i Norrbotten och ingår i Torneälvens huvudavrinningsområde.